# MGM-18 (ミサイル)
MGM-18 ラクロス
M35トラックのM398発射機上にあるMGM-18 ラクロス。
- 用途：地対地戦域攻撃
- 分類：短距離弾道ミサイル、核ミサイル
- 設計者：ジョンズ・ホプキンス大学、コーネル航空研究所
- 製造者：マーティン
- 運用者： アメリカ合衆国（アメリカ陸軍）
- 初飛行：1951年6月29日（XM31）
- 生産開始：1955年6月1日（生産契約）
- 運用開始：1959年7月1日（アメリカ陸軍）
- 退役：1964年2月（登録抹消）
- 運用状況：退役

MGM-18 ラクロス（英: Lacrosse）は、地上部隊の近接支援を目的とする短距離戦術弾道ミサイルである。まだ開発段階にあるにもかかわらず、ラクロスの最初の飛行試験は1954年に実施され、1959年からアメリカ陸軍に配備が開始された。ラクロス・プログラムにおける多くの技術的なハードルは克服するのがあまりにも難しいと判明したため、1964年までに退役した。
ラクロスは最初のアメリカ海軍での計画では、制式名SSM-N-9を割り当てられた。アメリカ陸軍へ移される際にSSM-G-12に変更され、陸軍の命名規則の若干の変更の後、SSM-A-12に変更された。陸軍に採用されたとき、ラクロスはM4と呼ばれ、退役するほんの数ヶ月前に、1962年に新たに制定された命名規則に従い制式名MGM-18を与えられた。

## 開発
ラクロス計画は、従来の野戦砲を補うための短距離誘導ミサイルに関するアメリカ海兵隊の要求から始まった。この任務に関連する設計面の研究のために、アメリカ海軍兵站局 (Navy Bureau of Ordnance) は1947年9月にジョンズ・ホプキンス大学 (JHU) の応用物理研究所 (Applied Physics Laboratory, APL) とコーネル航空研究所に契約を与えた。
アメリカ統合参謀本部は、1949年後半に誘導ミサイルの開発と用途に関し、すべての地対空ミサイルと地対地ミサイル兵器の責任をアメリカ合衆国陸軍省に与える新しい方針を定めた。ラクロス計画は後者の地対地ミサイルに該当したため、国防長官は方針に従い、計画を1950年8月31日に海軍からアメリカ陸軍武器科へ移した。折しも朝鮮戦争の開戦と重なったため、アメリカ陸軍はこの1ヵ月前から計画を前倒しして開始していた。ラクロスの研究開発計画は、陸軍省プライオリティーIBを割り当てられ、1952年までこのプライオリティーの下で進行し、1952年7月31日にプライオリティーIAが割り当てられた。コーネル研究所とジョンズ・ホプキンス大学は計画を再開し、前者は誘導装置設計に関する主要な責任を負っていた。コーネルは、陸軍武器科から1951年2月にラクロスの正式な開発契約を与えられた。

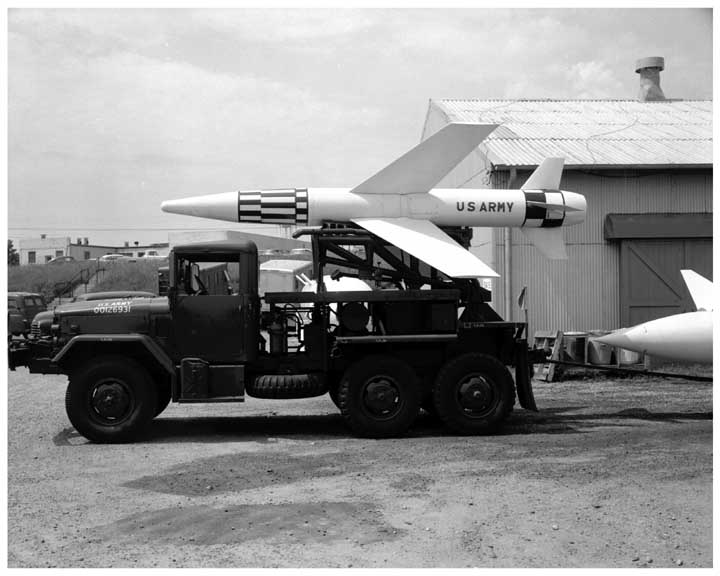
市松模様に塗り分けられたラクロス

1953年1月、ラクロスの開発は、システムの主要な要素が定められるところまで進行し、固体燃料ロケット・モーターを使用することが初めて規定された。コーネルは1954年前半から戦術モデルのラクロス I システムの研究を開始し、共同契約者の名前が挙げられる頃には戦術モデルの設計を完了してシステムの実現可能性を示した。1954年8月17日から1955年12月13日の間に、ラクロスの最初の全規模試験が実施され、ホワイトサンズ・ミサイル実験場で15基のAグループ飛行試験が実施された。この間の1954年1月11日にラクロス計画の技術管理監督は、レッドストーン兵器廠に委任されていた。
1955年1月にグレン・L・マーティン・カンパニーがラクロスの研究開発共同契約者として承認され、同年4月1日に研究開発と生産に参加する契約を与えられた。更にマーティンは、6月1日にラクロスの最初の生産契約を受注した。同年からマーティンへの技術的責任が移行され始め、1958年3月19日に完了した。コーネル研究所が最初の要求を越えて、特に、資金提供が中止された空中制御の領域でミサイルの能力を拡大する研究へ1959年に移行したため、マーティンは計画に対する多くの責務を引き継ぐことになる。
試験は1954年から始まり、生産型の試作は1956年6月から利用できた。計画が遭遇した困難は、設計及び試験期間が長引いたことでもわかるとおり、ミサイルは1959年7月まで運用を開始できなかった。問題は信頼性に対する懸念と誘導における、特に指令誘導信号がECM妨害に対して影響を受けやすいという難点を含んでいた。1956年3月に連邦電気通信研究所 (Federal Telecommunications Laboratory) はマーティンとの下請契約の下で後にMOD 1と呼ばれることになる異なる誘導装置の研究を開始した。新型の誘導装置はラクロスの電子対抗策に対する性能を向上させたが、MOD 1の開発は1959年8月18日に中止され、アメリカ海兵隊が計画への参加を取り下げる要因になった。
ラクロスの軍用性能は、1956年1月19日に承認、公表されたが、1956年3月29日から1956年9月21日の間にホワイトサンズ・ミサイル実験場で実施された6基のグループB飛行試験の後、1957年6月13日に軍用性能が修正されて再度発表された。なお、ラクロスの弾頭は、核弾頭、破片効果弾頭、成形炸薬弾の順の優先度で開発されることになっていた。
評価試験がホワイトサンズ・ミサイル実験場で1958年3月19日に始まった。この試験はマーティン単独の責任に基づくラクロス開発計画の最後段階であり、ミサイルは最終的な戦術モデル用構成のものが使用された。しかし、これらの試験でミサイル構成要素の信頼性が維持されなかったことが判明してしまった。更に1958年11月28日のサービス・テストでもシステムの信頼性不足は改善せず試験は中止、再試験のためにラクロスの製造も停止された。1959年1月19日に試験期間の確保のためにスケジュールの見直しが行われ、部隊配備は1959年4月から7月に遅らされた。ラクロス・システムが開発と改良を必要とし続けるものの、変更されたスケジュールに間に合わせて1959年7月に最初の部隊はラクロスを受領することができた。

## 運用

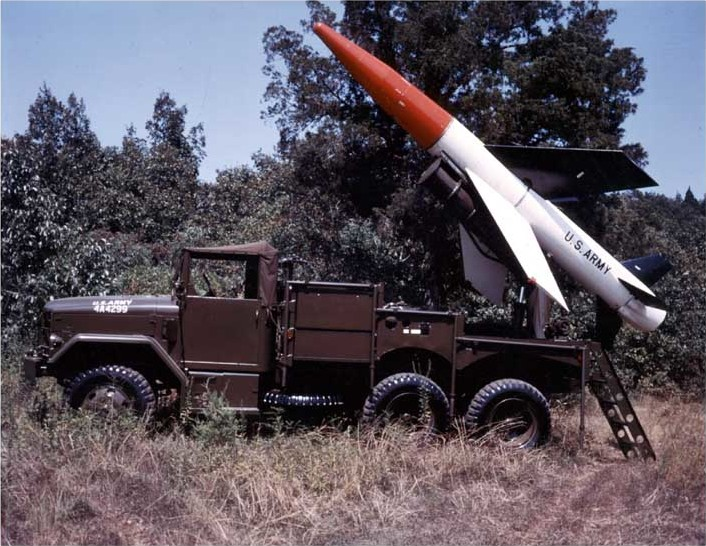
MGM-18A ラクロス

ラクロスを最初に装備した部隊は、オクラホマ州フォート・シルで編成された第41砲兵連隊第5大隊であった。1960年3月にはヨーロッパに最初のラクロス大隊が配備され、同年4月には韓国に配備された。ラクロスを装備した全部で8個の大隊は、韓国の1個大隊と戦略陸軍部隊の1個大隊を除き、ほとんどがヨーロッパに配備された。
配備されたラクロス・システムは、基本的には許容できる信頼性を持っていたが、完璧にはほど遠く、全面的には信頼できなかったため、配備が始まってからわずか3年半後の1964年2月に退役した。

## 仕様

### MGM-18A
出典：Designation-Systems.Net
- 全長： 5.85 m （19 ft 2 in）
- 翼幅： 2.74 m （9 ft）
- 動翼幅： 1.43 m （4 ft 8.4 in）
- 直径： 0.52 m （20.5 in）
- 発射重量： 1,040 kg （2,360 lb）
- 機関： チオコール XM10 / XM10E1 固形燃料ロケット・モーター
- 速度： M 0.8
- 射程： 19 km （12 mi）
- 誘導装置： 無線指令誘導
- 弾頭
  - T-34 成形爆薬弾頭 245 kg （540 lb）
  - W40 核分裂弾頭（核出力：1.7 kt, 10 kt）